# Hydrelia
Hydrelia is een geslacht van vlinders van de familie spanners (Geometridae), uit de onderfamilie Larentiinae.

## Soorten
- H. aggerata Prout
- H. albifera Walker, 1866
- H. argyridia (Butler, 1894)
- H. arizana Wileman, 1911
- H. aurantiaca Hampson, 1903
- H. bella Wileman, 1916
- H. bicauliata Prout, 1914
- H. bicolorata Moore, 1867
- H. binotata Inoue, 1987
- H. brunneifasciata Packard, 1876
- H. candace Prout, 1929
- H. castaria Leech, 1897
- H. cingulata Hampson, 1896
- H. condensata Walker, 1862
- H. controversa Inoue, 1982
- H. costalis Aurivillius, 1910
- H. crocearia Hampson, 1896
- H. chionata Lederer, 1870
- H. enisaria Prout, 1926
- H. ferruginaria Moore, 1867
- H. flammeolaria

Geel spannertje (Hufnagel, 1767)
- H. flavidula Warren, 1907
- H. flavilinea Warren, 1893
- H. flexilinea Warren, 1902
- H. fuscocastanea Inoue, 1982
- H. gracilipennis Inoue, 1982
- H. impleta Prout, 1938
- H. inornata Hulst, 1896
- H. laetivirga Prout, 1934
- H. latsaria Oberthür, 1893
- H. leucogramma Wehrli
- H. lineata Warren, 1893
- H. lucata Guenée, 1857
- H. luteosparsata Sterneck, 1928
- H. marginipunctata Warren, 1893
- H. meruana Aurivillius, 1910
- H. microptera Inoue, 1987
- H. musculata Staudinger, 1897
- H. nepalensis Inoue
- H. nisaria Christoph, 1881
- H. ochrearia Leech, 1897

- H. opedogramma Prout, 1926
- H. ornata Moore, 1867
- H. parvulata Staudinger, 1897
- H. percandidata Christoph, 1893
- H. plumbipicta West, 1929
- H. rhodoptera Hampson, 1895
- H. rubaria Hampson, 1903
- H. rubricosta Inoue, 1982
- H. rubrilinea Inoue, 1987
- H. rubrivena Wileman, 1911
- H. rubropunctaria Doubleday, 1843
- H. rufigrisea Warren, 1893
- H. rufinota Hampson, 1896
- H. sanguiflua Hampson, 1896
- H. sanguiniplaga Swinhoe, 1902
- H. sericea Butler, 1880
- H. shioyana Matsumura, 1927
- H. sjöstedti Aurivillius, 1910
- H. subcingulata Inoue, 1987
- H. sublatsaria Wehrli, 1938
- H. subobliquaria Moore, 1867
- H. subtestacea Inoue, 1982
- H. sylvata

Elzenspannertje Denis & Schiffermüller, 1775
- H. tchratchraria Oberthür, 1893
- H. tenera Staudinger, 1897
- H. terraenovae Krogerus, 1954
- H. ulula Bastelberger, 1911
- H. undularia Leech, 1897
- H. undulosata Moore, 1888